# Engel Pál
| Min dolgozik ? Engel Pál. KÖNYV.MOLY      | Min dolgozik ? Engel Pál. KÖNYV.MOLY      |
| Kattints az alábbi külső linkek egyikére! | Kattints az alábbi külső linkek egyikére! |
| ----------------------------------------- | ----------------------------------------- |
| Nem található szabad kép.(?)              |                                           |
| külső link · jogvédett                    | Engel Pál                                 |

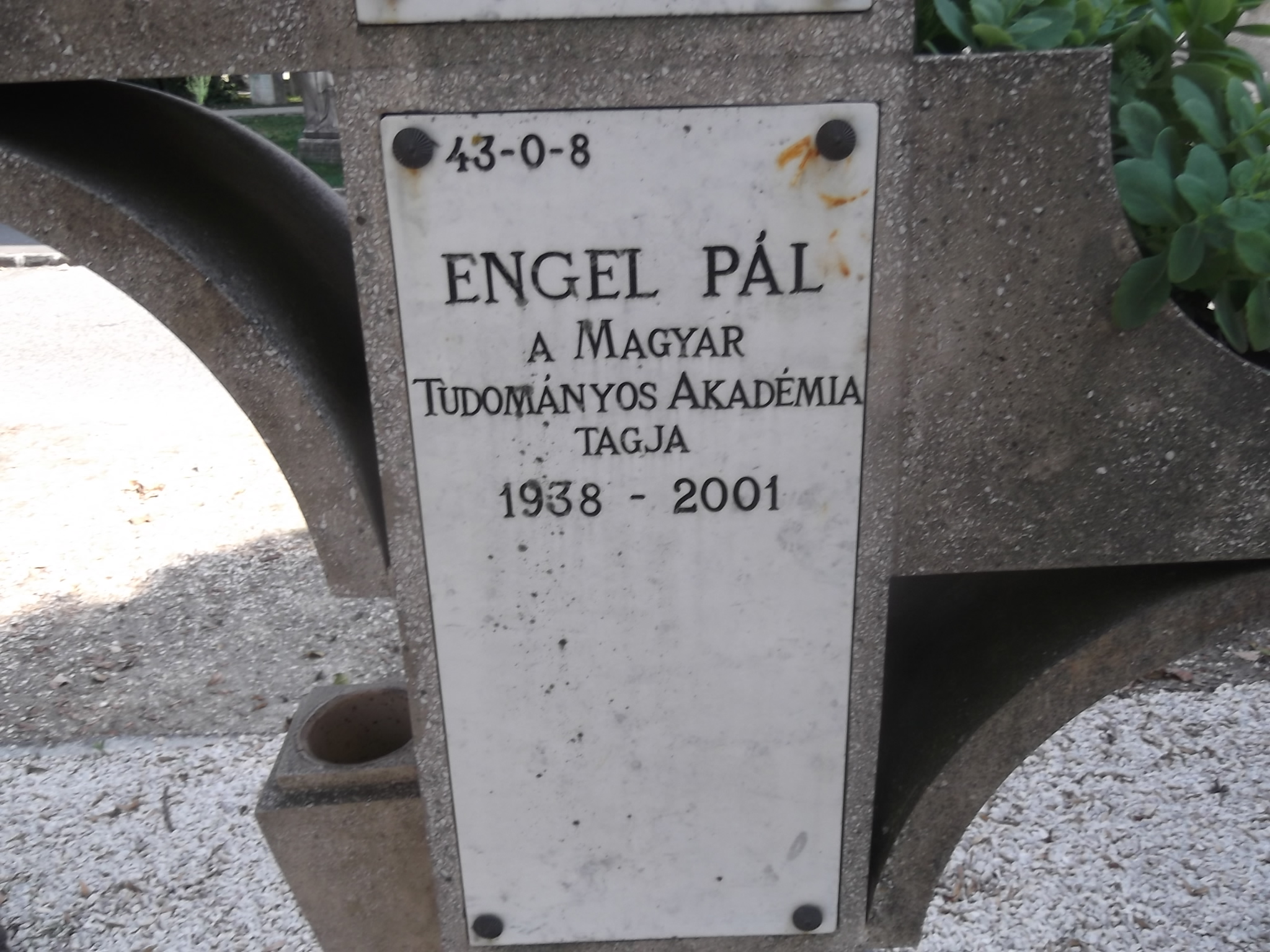
Engel Pál sírja a Farkasréti Temetőben

Engel Pál (Budapest, 1938. február 27. – Budapest, 2001. augusztus 21.) magyar történész, középkorkutató.

## Pályafutása
Fővárosi, polgári értelmiségi családban született, felmenői közt budapesti tisztségviselőket is találunk. Édesapja dr. Engel Károly (1904–1984), képzőművész, édesanyja Borvendég Piroska (1911–1986) textiltervező volt. A szülei 1940-ban elváltak. Apai nagyszülei Engel Ármin és Köffler Kamilla, anyai nagyszülei Borvendég Ferenc és Rosenfeld Kornélia voltak.
1956-ban iratkozott be az Eötvös Loránd Tudományegyetemre, Bölcsészettudományi Kar Történeti Intézet történelem–könyvtár szakra, amelyet 1961-ben végzett el. Kutatási témája (a középkori Magyarország nemesi társadalma) miatt nem taníthatott az egyetemen. Előbb az Egyetemi Könyvtárban kapott állást, majd 1968-tól a Magyar Posta Központi Szakkönyvtárának igazgatója lett.
1982-ben előbb az Országos Széchényi Könyvtár tudományos főmunkatársa lett, majd végül Szűcs Jenő vette át az MTA Történettudományi Intézetébe, ahol 1988-tól a középkori osztály vezetőjeként dolgozott. 1996-ban az Akadémiai Könyvtár igazgatója lett, de a működtetés nehézségei miatt 15 hónap múltán lemondott posztjáról és visszatért a TTI-be. 
1992 és 1993 között tanszékvezetőként tanított a JATE-n, 1993-tól az Eötvös József Collegium tanára. Az Akadémián a Történettudományi Bizottságának tagjaként, a társadalomtörténeti munkabizottság alelnökeként, a Magyar-Román Történész Vegyesbiztottság tagjaként, a Századok szerkesztőbizottságának tagjaként, 1993-tól a Középkortudományi Társaság elnökeként, 1997 és 2000 között a Magyar Akkreditációs Bizottság tagjaként dolgozott. Tagja volt a Múlt-Kor internetes történelmi folyóirat szerkesztőbizottságának.

## Munkássága
Fiatal korától kezdve történelemmel akart foglalkozni. A polgári családi neveltetésből magával hozott angol, német, francia és orosz nyelvismeret mellett az egyetemen kiválóan elsajátította a latin nyelvet. Folyamatosan továbbképezte magát, az orosz alapján szerbül és bolgárul, a latin és a francia alapján olaszul, spanyolul olvasott és a bizánci kutatási téma kedvéért újgörögöt is tanult. Középkori török forrásokat is olvasott.
Tudományos érdeklődési körének középpontjában a középkori történelem, különösen Magyarország XIV-XV. századi története állt; témájának nemzetközileg is elismert kutatója volt.
Az 1970-es években elkezdte a magyar Zsigmond-kori oklevéltár elkészítését és rendszerezését. Idejének nagy részét alapkutatásokra fordította, rendszeresen publikált. 1973-tól a XX. századi magyar történetírás legnagyobb középkor kutatója, Mályusz Elemér mellett dolgozott, a tanítványának vallotta magát.
A matematikai logika iránti érdeklődése vezette őt a számítógépes adatbázisképzés lehetőségeinek felismeréséhez. Évtizedekkel előzte meg korát – nemzetközi összehasonlításban is – a középkori történelemre vonatkozó társadalom- és intézménytörténeti adatbázis, és a történeti művekben a digitalizációs közlési műfajok kialakításában. Az ő nevéhez fűződik a műfajában egyedülálló XIV-XV. századi archontológia, azaz a kor tisztség- és hivatalviselőinek rekonstrukciója, amely egyben az eddig ismert legteljesebb genealógiai adattár, a középkori magyar történelem digitalizált térképegyüttese, és a magyar megyei nemesi társadalom eddigi legaprólékosabb, rendszerszintű leírása.
Két évtizedig könyvtárakban, a szakmai közélet perifériáján dolgozott, de pályatársai nagyra értékelték tevékenységét. Különleges "magánzó" történészként kutatott mindenhol.
1982-ben – saját fogalmazása szerint – "hivatásos" kutató lett, a Történettudományi Intézetbe került. Együtt dolgozott a történészek 1949 után indult új generációjával (Pach Zsigmond Pál, Hanák Péter, Ránki György) valamint az 1949-ben kiszorított, majd a '70-es években fokozatosan rehabilitált történészekkel (Mályusz Elemér mellett Györffy György, Paulinyi Oszkár, majd Kosáry Domokos) egyaránt.
Összefoglaló munkái révén egyre ismertebbé vált a neve. Bár ezek hozták meg számára a sikereket, a legszívesebben továbbra is olyan részletkérdésekkel foglalkozott, mint Károly Róbert pénzügyei, vagy a Temesköz történeti településrendszere. 1988-ban, Szűcs Jenő halála után a középkor-történeti osztály vezetője lett. Megírta a nemzeti történelem új európai látószögét meghirdető sorozatban (Magyarok Európában) a középkor történelmét, azután az intézet igazgatóhelyettese lett, és szinte minden szakmai bizottságban a hazai középkorkutatás első számú képviselője, az általa is tisztelt Kristó Gyula mellett.
1995-ben az MTA rendes tagja lett. Részt vett a millennium történettudományos előkészítésében. Ellenezte a Szent Korona-tan aktualizálását.
A kor hivatal- és államszervezet-történelmének legújabb irányzatait vallotta magáénak: nem a hatalmi államot, még csak nem is a hivatalnok államot, hanem az állam szolgáltató funkcióit kell vizsgálni, az államszervezetben hivatalt viselt személyek, azok vagyoni állapotának teljes rekonstrukciójával. Páratlan módon feltérképezte a XIV-XV. századi Magyarország hivatali rendszerét, a királyi udvartól a megyei familiárisokig, a nádoroktól a helyi várnagyokig. Névről, rokonsági összeköttetéseikbe és így érdekközösségeikbe helyezve ismerte azokat. 
Pályafutása során mindvégig kitartott polgári világnézete mellett, következetesen kitért az MSZMP-tagság elől. A rendszerváltás után is kritikusan szemlélte a társadalmi fejlődés irányát. Az első Orbán-kormány idején tette közzé Úrigyerekek tévúton című, nagy visszhangot kiváltó cikkét.

## Főbb művei
- "A magyar világi nagybirtok megoszlása a XV. században", 1-2. Az Egyetemi Könyvtár Évkönyvei 4-5 (1968-70), 285-300, 291-313.
- Királyi hatalom és arisztokrácia viszonya a Zsigmond-korban (1387-1437). Akadémiai, Bp. 1977. 299 old. (Értekezések a történeti tudományok köréből. Új sorozat 83.) (Összeáll.)
- „Honor, vár, ispánság. Tanulmányok az Anjou-királyság kormányzati rendszeréről.” Századok 116 (1982) 880-922.
- Világtörténet évszámokban 1789-ig. Gondolat, Bp. 1982. 195 old. (történeti kronológia)
- „A szegedi eskü és a váradi béke. Adalék az 1444. év eseménytörténetéhez.” in: Mályusz Elemér emlékkönyv. Társadalom- és művelődéstörténeti tanulmányok. Szerk.: H. Balázs Éva, Fügedi Erik, Maksay Ferenc. Budapest, 1984. 77-96.
- (Kristó Gyulával:) Magyarország története 1301-1457. Egyetemi jegyzet. Tankönyvkiadó, Bp. 1986. 288 old.
- Anyádvaloga monográfiája. Holmi, 2001. 8. sz. 1045–1050. o. (Online verzió)
- Társadalom és politikai struktúra az Anjou-kori Magyarországon. MTA Történettudományi Intézete, Bp. 1988. 23 old. (Előadások a Történettudományi Intézetben 11.)
- Kamarahaszna-összeírások 1427-ből. Akadémiai, Bp. 1989. 211 old. (Új Történelmi Tár 2.)
- Beilleszkedés Európába a kezdetektől 1440-ig. Háttér Kft. -Téka, Bp. 1990. 388 old. (Magyarok Európában 1.)
- (Szerk.: Makk Ferenccel:) Korai magyar történeti lexikon
- (Szakály Ferenccel:) Virágkor és pusztulás a kezdetektől 1606-ig. Összeáll. és szerk.: Glatz Ferenc. MTA Történettudományi Intézete, Bp. 1995. 67 old.
- Magyarország világi archontológiája 1301-1457. I-II. MTA Történettudományi Intézete, Bp. 1996. 565+266 old. (História Könyvtár. Kronológiák, adattárak 5.)
- A temesvári és moldovai szandzsák törökkori települései (1554 -1579) Szeged, 1996. 187 old., 1 térkép.
- "Nagy Lajos ismeretlen adományreformja". Történelmi Szemle 39 (1997) 137-157.
- (Kristó Gyulával és Kubinyi Andrással:) Magyarország története. 1301-1526. Osiris, Bp. 1998. 420 old. (Osiris tankönyvek)
- A nemesi társadalom a középkori Ung megyében. MTA Történettudományi Intézete, Bp. 1998. 179 old. (Társadalom- és művelődéstörténeti tanulmányok 25.)
- Magyarország története 1301-1526. Budapest, 1998. (Társszerzők: Kristó Gyula, Kubinyi András)
- Szent István birodalma. A középkori Magyarország története. MTA Történettudományi Intézete, Budapest, 2001